# Bernard John Joseph McQuaid
Bernard John Joseph McQuaid (* 15. Dezember 1823 in New York City, USA; † 18. Januar 1909 in Rochester, New York) war Bischof von Rochester.

## Leben
Bernard John Joseph McQuaid besuchte die Schule in Chambly. Anschließend studierte McQuaid Philosophie und Katholische Theologie am St. John’s Seminary in Fordham. Er empfing am 16. Januar 1848 das Sakrament der Priesterweihe für das Bistum New York.
Anschließend wurde Bernard John Joseph McQuaid Pfarrer in Madison. 1853 wurde er Rektor der Cathedral of the Sacred Heart in Newark. Zudem wurde McQuaid 1866 Generalvikar des Bistums Newark. Außerdem war er der erste Präsident des Seton Hall College in South Orange.
Am 3. März 1868 ernannte ihn Papst Pius IX. zum Bischof von Rochester. Der Erzbischof von New York, John McCloskey, spendete ihm am 12. Juli desselben Jahres in der St. Patrick’s Cathedral in New York City die Bischofsweihe; Mitkonsekratoren waren der Bischof von Newark, James Roosevelt Bayley, und der Bischof von Burlington, Louis De Goesbriand.
Bernard John Joseph McQuaid nahm am Ersten Vatikanischen Konzil teil.
Die McQuaid Jesuit High School wurde nach ihm benannt.